# Munossaari
Munossaari är en ö i Finland. Den ligger i sjön Hirsijärvi och i kommunen Salo i den ekonomiska regionen  Salo och landskapet Egentliga Finland, i den södra delen av landet, 80 km väster om huvudstaden Helsingfors. Öns area är 0,3 hektar och dess största längd är 100 meter i nord-sydlig riktning.